# 에두아르 헤르젠

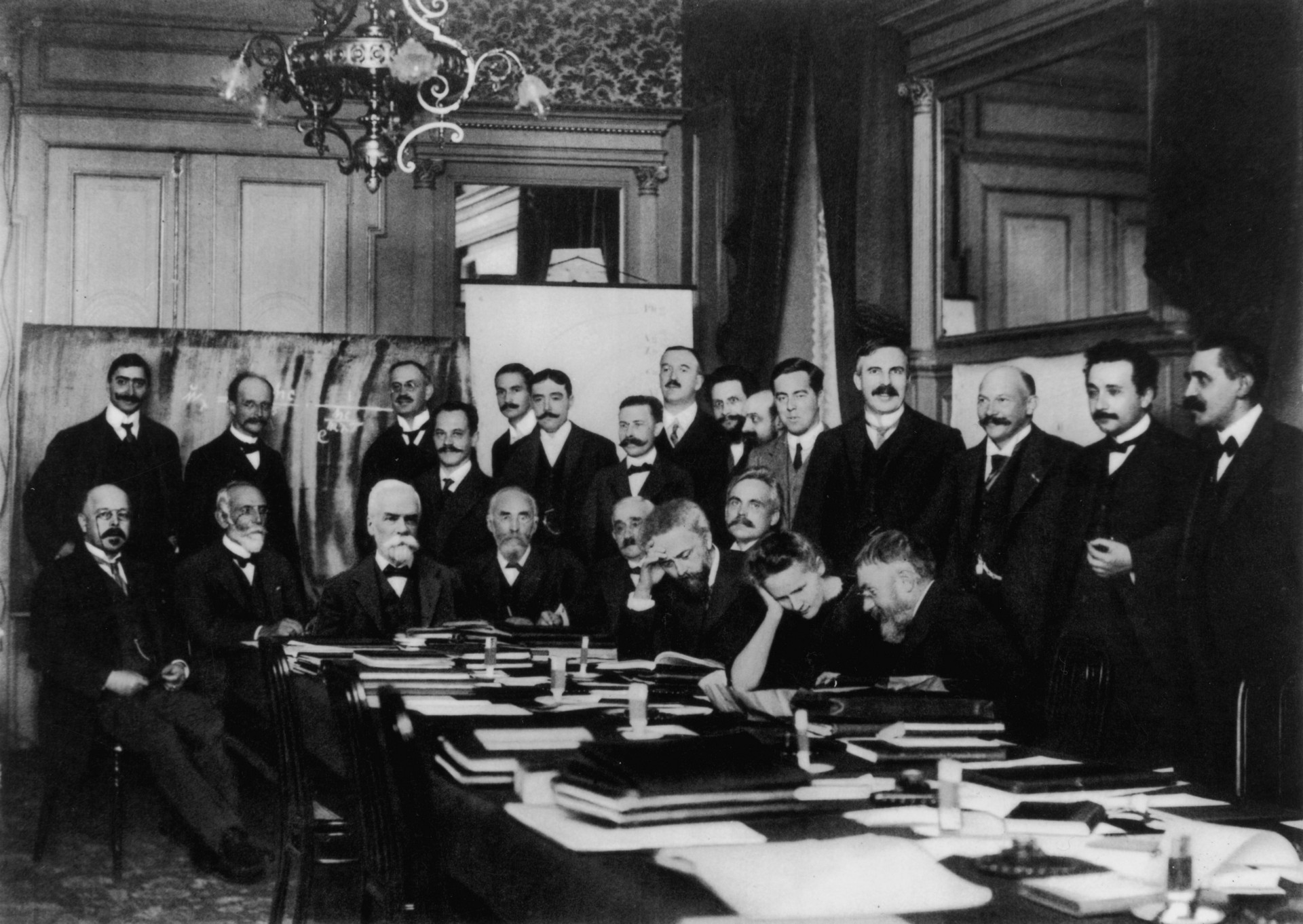
1911년의 솔베 회의 사진. 헤르젠은 오른쪽에서 6번째에 서있다.

에두아르 헤르젠(프랑스어: Édouard Herzen, 1877년 – 1936년)은 벨기에의 화학자로서 20세기의 물리와 화학의 선구자였다. 그는 기업가 에르네스트 솔베와 함께 1차, 2차, 4차, 5차, 6차, 7차 솔베 회의에 참가하였다.

## 일생
헤르젠은 러시아인 알렉산드르 게르첸의 손자이다. 1902년 그는 표면장력에 대한 이론을 만들어 내었다. 1921년 그는 물리, 화학 과학 부분의 고급 연구소의 소장이 되었다.
1924년 그는 헨드릭 로런츠와 함께 에너지와 질량의 보고서를 출판하였다. 같은해, 그는 그의 유명한 저서인 아인슈타인의 상대성이론을 출판하였다.